# 建國先烈墓
建國先烈墓，又称辛亥革命烈士墓园，位於重慶市佛圖關下鵝嶺古樁園內，建于1911年，中為張培爵衣冠墓，左右為周国琛、淡春谷、鄒傑、張威、程仲漢、席乾元、梁渡、羅繩彥、張啟善諸人墓。1962年2月18日列為重慶市第一批文物古蹟保護單位（包括滄白路的張培爵紀念碑、南區公園的鄒容紀念碑、桂花園的建國起義紀念碑）。先烈墓于1973年被毁，“文革”结束后重庆市文化局、市园林局进行清理，并择地修建“辛亥革命十先烈纪念碑”。